# Nadja Ofuatey-Alazard
Nadja Ofuatey-Alazard (früher: Nadja Ofuatey-Rahal, * im Schwarzwald) ist eine deutsche Kulturaktivistin, Herausgeberin und Filmemacherin. Sie arbeitet u. a. zu den Themen Erinnerungskultur, Rassismus und Postkolonialismus und engagiert sich insbesondere für „die Sichtbarkeit, die Anerkennung und die historische Kontextualisierung von Menschen afrikanischer Herkunft und deren intellektuelle und künstlerische Praktiken und Beiträge“.

## Akademischer Werdegang
Ofuatey-Alazard ist Diplomjournalistin. Ihre Ausbildung absolvierte sie an der Deutschen Journalistenschule (DJS) in München. Im Anschluss studierte sie Film- und Videoproduktion am City College of New York und schloss das Studium mit dem Bachelor of Arts ab. Sie war mehrere Jahre als Produktionsleiterin und Koordinatorin in der US-amerikanischen Film- und Videoproduktion tätig. Ofuatey-Alazard promoviert zu Migration in der deutschen, englischen und französischen Literatur an der Bayreuth International Graduate School of African Studies an der Universität Bayreuth.
Als Herausgeberin ist sie insbesondere für das Nachschlagewerk Wie Rassismus aus Wörtern spricht. Kerben des Kolonialismus im Wissensarchiv deutsche Sprache, das sie zusammen mit Susan Arndt 2011 veröffentlichte, bekannt.
Ofuatey-Alazard war von April bis Mai 2017 als Artist in Residence am Institut für postkoloniale Studien an der Universität Bremen zu Gast, wo sie zur Kolonialgeschichte Bremens und Strategien ihrer Aufarbeitung arbeitete und lehrte.

## Kulturaktivismus

### Als Filmemacherin
Ihr erster Film, PerspektivWechsel, war ein kulturpolitischen Interviewfilm zur Situation von minoritären Kulturschaffenden in Deutschland. In den etwa dreißigminütigen Film werden neun in Deutschland tätige Kulturschaffende und Künstler mit Migrationshintergrund jeweils die gleichen neun Fragen zur Arbeit im Kulturbetrieb gestellt. Das Bild, das entsteht, fasst Ofuatey-Alazard folgendermaßen zusammen: „Je nach Berufsfeld, Alter und Geschlecht fallen die Antworten der InterviewpartnerInnen natürlich durchaus unterschiedlich aus. Konsens herrschte jedoch über das Ausmaß der Schwierigkeit, in Deutschland als Künstler oder Kulturschaffender tätig und kreativ sein zu können, ohne permanent auf den eigenen Migrationshintergrund reduziert zu werden.“ Zu den Interviewten gehören die Schauspieler Ernest Allan Hausmann, Mila Moinzadeh, Birol Ünel, Fang Yu, die Musiker Volkan T. und Astrid North sowie die Theatermacherin Shermin Langhoff.
Darauf folge 2010 mit PerspektivWechsel II: Schwarze Kinder und Jugendliche ihr zweiter Film. Dieser im Auftrag der Landeshauptstadt München produzierte knapp einstündige Film zeigt Ausschnitte aus dem Storytelling-Projekt KOSMOS BRD – typisch deutsch und doch besonders?!, in dem sich über mehrere Jahre fünfzehn afrodeutsche Jugendliche mit Rassismuserfahrungen auseinandersetzten und dazu zwei Theaterstücke entwickelten. Die Aufnahmen aus dem Empowerment-Projekt werden im Film durch Experteninterviews mit Erziehungswissenschaftlern aus dem deutschsprachigen Raum, u. a. Maisha-Maureen Auma und Paul Mecheril, ergänzt.
In den Jahren 2016 und 2017 produzierte Ofuatey-Alazard die fünfteilige Doku-Serie Remix. Africa in Translation. Die Serie geht am Beispiel der Länder Kamerun, Namibia, Tansania und Togo der Frage nach, welche Rolle die koloniale Vergangenheit für die afrikanische Gegenwart spielt.

### Als Festivalleitung und Kuratorin
Im Jahr 2011 gründete Ofuatey-Alazard zusammen mit Susan Arndt das jährlich stattfindende Literaturfestival Festival afrikanischer und afrikanischdiasporischer Literaturen, das sie seitdem gemeinsam leiten. Institutionell ist das Festival an das Bayreuth International Graduate School of African Studies der Universität Bayreuth angebunden. Die ersten Jahre des Festivals dokumentierten Ofuatey-Alazard und Arndt in der 2014 herausgegebenen Publikation AfroFictional In/ter/ventions.
Zusammen mit Felwin Sarr und Yvonne Adhiambo Owuor kuratierte sie das von der Kulturstiftung des Bundes geförderte Literaturfestival MEMBRANE. Durchlässiges Denken. Literaturen aus Afrika, das 2019 zeitgleich in Stuttgart und Ouagadougou, Burkina Faso, stattfand.
Ofuatey-Alazard ist seit 2017 Geschäftsführerin des Bildungs- und Empowermentprojekts Each One Teach One (EOTO) in Berlin-Wedding, das sich für Interessen Schwarzer, afrikanischer und afrodiasporischer Menschen in Deutschland und Europa einsetzt. Als künstlerische Leitung ist sie bei EOTO u. a. für Öffentlichkeitsarbeit zuständig und verantwortet das Literatur- und Kunstfestival AFROLUTION sowie das Netzwerk Schwarze Perspektiven in Lehre und Forschung.
Im seit 2020 laufenden fünfjährigen Modellprojekt Dekoloniale Erinnerungskultur in der Stadt, finanziert u. a. von der Kulturstiftung des Bundes, ist Ofuatey-Alazard Leiterin des Bereichs Dekoloniale In[ter]ventionen. Das Kulturprojekt widmet sich mit Recherchen, Ausstellungen und Veranstaltungen der kritischen Auseinandersetzung mit der Geschichte des Kolonialismus und mit dessen Folgen am Beispiel der ehemaligen Kolonialmetropole Berlin. Der Projektraum der Dekoloniale Erinnerungskultur in der Stadt gehörte auch zu den Ausstellungsstätten der 12. Berlin Biennale für zeitgenössische Kunst.

## Privates
Ofuatey-Alazard ist verheiratet und Mutter eines Kindes. Sie lebt in Berlin und München.

## Herausgeberschaften
- 200 years later ... : commemorating the 200 year anniversary of the abolition of the transatlantic slave trade. Konferenzschrift. Werkstatt der Kulturen, Berlin 2008, ISBN 978-3-9812733-0-4. (herausgegeben als Nadja Ofuatey-Rahal)
- mit Susan Arndt: Wie Rassismus aus Wörtern spricht. Kerben des Kolonialismus im Wissensarchiv deutsche Sprache. Unrast Verlag, Münster 2011, ISBN 978-3-89771-501-1.
- mit Susan Arndt: AfroFictional In[ter]ventions. Revisiting the BIGSAS Festival of African(-Diasporic) Literatures 2011–2013. edition assemblage, Münster 2014, ISBN 978-3-942885-67-6.
- mit Susan Arndt: Narrating African FutureS. In(ter)ventions and Agencies in African and African Diasporic Fiction. Routledge, 2019, ISBN 978-0-367-66375-9.

## Filme
- PerspektivWechsel (ca. 30 Minuten, 2008)
- PerspektivWechsel II: Schwarze Kinder und Jugendliche (ca. 60 Minuten, 2010)
- Remix. Africa in Translation. (2016/17, Produktion, Idee, Drehbuch; fünfteilige Doku-Serie)